# 维勒波
维勒波（法語：Villepot，法語發音：[vilpo] ⓘ）是法国大西洋卢瓦尔省的一个市镇，位于该省东北部，属于沙托布里扬-昂斯尼区。

## 地理
维勒波（47°46'31"N, 1°16'39"W）面积20.59 平方千米，位于法国卢瓦尔河地区大区大西洋卢瓦尔省，该省份为法国西北部沿海省份，位于布列塔尼半岛东南部，北起伊勒-维莱讷省，西北接莫尔比昂省，西临大西洋，南至旺代省，东临曼恩-卢瓦尔省。
与维勒波接壤的市镇（或旧市镇、城区）包括：马蒂涅费绍、卡尔拜、布吕河畔努瓦亚勒、苏当、翁布雷当茹。

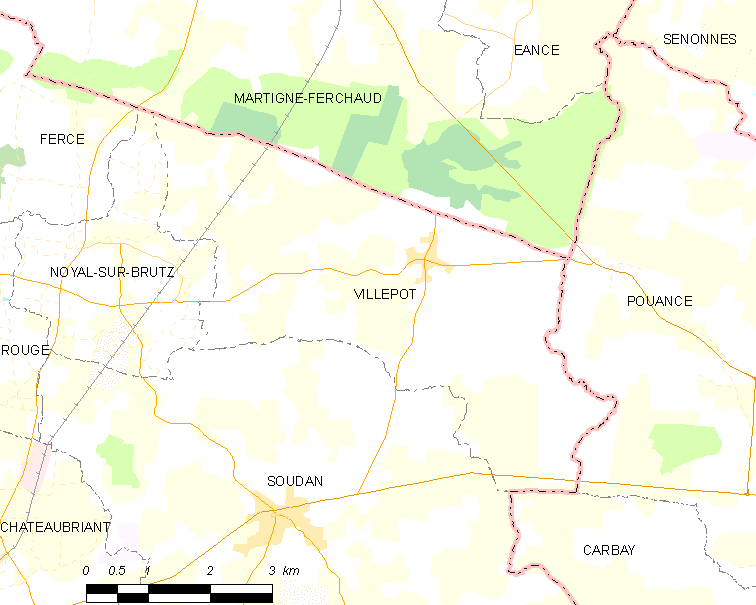
维勒波的OSM定位图

维勒波的时区为UTC+01:00、UTC+02:00（夏令时）。

## 行政
维勒波的邮政编码为44110，INSEE市镇编码为44218。

## 政治
维勒波所属的省级选区为沙托布里扬县。

## 人口

1962-2008年间维勒波人口变化图示

维勒波于2022年1月1日时的人口数量为687人。